# Institut für Virologie Wuhan

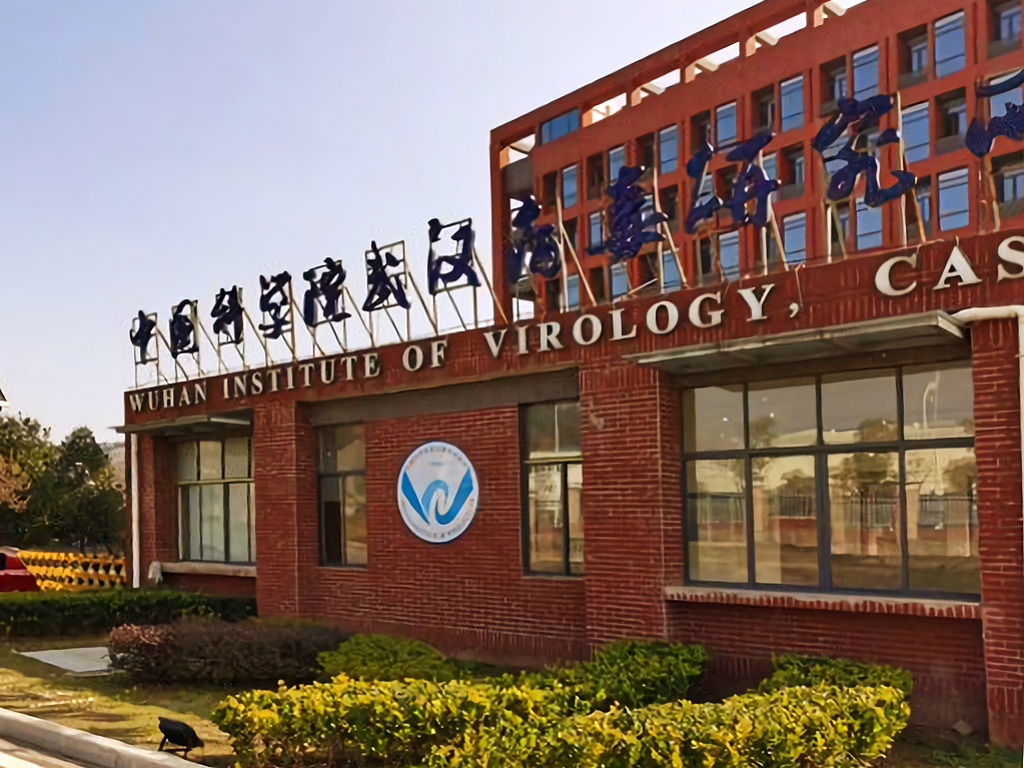
Haupteingang des Instituts (2016)

Das Institut für Virologie Wuhan, Chinesische Akademie der Wissenschaften (chinesisch 中国科学院武汉病毒研究所, englisch Wuhan Institute of Virology – WIV) ist eine Forschungseinrichtung für Virologie mit Sitz im Stadtbezirk Jiangxia von Wuhan, in der chinesischen Provinz Hubei.
Das 2018 fertiggestellte Zentrum für die Sammlung von Viruskulturen ist mit etwa 1500 Erregerstämmen die größte Virusbank Asiens. 2015 wurde das erste Labor des Landes der Schutzstufe BSL-4 eingeweiht.

## Namensgeschichte und Struktur
Nach der Gründung 1956 als Mikrobiologielabor Wuhan innerhalb der Chinesischen Akademie der Wissenschaften (CAS) folgten eine Reihe von Umbenennungen: Südchinesisches Institut für Mikrobiologie (1961), Institut für Mikrobiologie Wuhan (1962), Institut für Mikrobiologie der Provinz Hubei (1970), seit 1978 der heutige Name Institut für Virologie Wuhan.
Generaldirektorin ist Yanyi Wang, der Vertreter der Kommunistischen Partei ist Changcai He. Nach eigenen Angaben sind derzeit 37 Forschungsgruppen in fünf Zentren organisiert:
- Molekularvirologie
- Analytische Mikrobiologie und Nanobiologie
- Mikrobielle Virusstammkulturen und Anwendungen
- Virus-Pathologie
- Neuartige Infektionskrankheiten.

## Forschung an Coronaviren
In den 2010er Jahren finanzierte die US-Regierung die Forschung zur Übertragung des Coronavirus im Labor. Die US-Gesundheitsbehörde National Institutes of Health gewährte dem WIV Forschungsmittel in Höhe von 3,7 Millionen Dollar. In der Nacht zum 12. September 2019 wurde die bedeutende Virendatenbank des Instituts vom Netz genommen. Neben dem WIV gibt es in Wuhan ein weiteres virologisches Institut, das Wuhan Center for Disease Control and Prevention (WHCDC). Beide Institute haben Großprojekte zu neuartigen Fledermausviren durchgeführt und große Forschungssammlungen neuartiger Fledermausviren angelegt. Am 2. Dezember 2019, 11 Tage vor dem ersten von China gemeldeten Covid-19-Erkrankungsfall mit Kontakt zum Huanan Seafood Market, wurde das WHCDC in unmittelbare Nähe zu diesem Markt verlegt, den die WHO als Ausgangspunkt für die COVID-19-Pandemie vermutet.
Laut einer Erklärung der chinesischen Regierung bewahrt man am WIV mehr als 1.500 Virusstämme auf; das ist die größte Sammlung von Fledermaus- und anderen Coronaviren in Asien. Das WIV besaß das Virus, das mit dem die Pandemie auslösenden Virus weltweit am engsten verwandt ist, das Fledermausvirus RaTG13, das 2013 isoliert und dessen Genom am 23. Januar 2020 veröffentlicht wurde.
Ein Bestandteil des Projekts für neuartige Fledermausviren am WIV war die Infektion von Labortieren mit Fledermausviren. Die meisten Arbeiten, einschließlich der veröffentlichten Arbeiten mit lebenden Fledermaus-Coronaviren, bei denen es sich nicht um SARS-CoV und MERS-CoV handelte, wurden unter BSL-2-Bedingungen durchgeführt, die nur einen minimalen Schutz vor Infektionen von Laborforschern bieten.
Die Aussagen verschiedener Kommentatoren, das WIV habe nur mit RNA-Isolaten und nicht mit lebenden Viren gearbeitet, entsprechen nicht den Tatsachen. Ein Nature-Artikel aus 2020 legt nahe, dass ein Laborursprung für SARS-CoV-2 nicht ausgeschlossen werden kann, Forscher versehentlich infiziert worden sein könnten und dass Gain-of-function-Experimente, die zu SARS-CoV-2 führten, am WIV durchgeführt worden sein könnten.

### Gain-of-function-Forschung
2015 wurde im WIV das erste Labor der Schutzstufe BSL-4 des Landes eingeweiht. Im selben Jahr begann das WIV mit seinem Gain-of-function-Forschungsprogramm für Fledermaus-Coronaviren. Mit Gain-of-function-Techniken wurden Fledermaus-Coronaviren in für Menschen gefährliche Krankheitserreger verwandelt, die in der Lage sind, eine globale Pandemie zu verursachen: Um das Virus übertragbarer zu machen, nahmen die Forscher des Instituts Substitutionen in der RNA-Kodierung des natürlichen Virus vor, indem sie ein Stück des ursprünglichen SARS-Virus in einen Ausschnitt aus einem SARS-ähnlichen Fledermaus-Coronavirus einfügten. So wurde ein Virus kreiert, das in der Lage ist, menschliche Zellen durch Aerosolübertragung zu infizieren.
Von Ende 2018 bis Ende 2019 wurde nach Aussage der Forschungsgruppenleiterin Shi Zhengli gegenüber Science konkret daran gearbeitet, in lebenden humanisierten Labormäusen Fledermaus-Sarscoronaviren auf ihre Andockfähigkeit an menschliche ACE2-Rezeptoren gentechnisch zu optimieren. Ausländische Kollaborateure sagten gegenüber der Times of London aus, dass diese Forschungen das Einfügen einer Furin-Spaltstelle in die Sarscororonaviren beinhalteten. China bestreitet, dass am Institut Gain-of-function-Forschung stattgefunden hat.
Die Forscherin Shi Zhengli fand (gemeinsam mit Cui Jie) den Ursprung von SARS. Am 4. April 2018 berichtete sie über die Übertragung von Coronaviren von Fledermäusen auf Schweine und am 2. März 2019 hielt sie es für wahrscheinlich, dass es in China zu einem Übergang neuer Coronaviren auf den Menschen kommt, und warnte davor. US-Präsident Donald Trump erklärte am 1. Mai 2020 erneut, es gebe Hinweise, dass das Corona-Virus aus dem Institut für Virologie Wuhan stammen könnte – was der Laborleiter, Yuan Zhiming, bestritt.
Im April 2020 verhängte China Beschränkungen für die Veröffentlichung akademischer Forschungen über das neuartige Coronavirus. Untersuchungen über den Ursprung des Virus werden einer besonderen Prüfung unterzogen und müssen von Beamten der Zentralregierung genehmigt werden.

## Biosicherheit und Risiken im Kontext der COVID-19-Pandemie

### Probleme mit Biosicherheits-Standards
Voice of America verweist auf staatliche chinesische Medien, die über Sicherheitsvorfälle am WIV berichteten, die bei nationalen Inspektionen bemängelt wurden, und auf Arbeitsunfälle beim Einfangen von Fledermäusen. Zirka ein Jahr vor dem Ausbruch der Coronavirus-Pandemie wurde bei einer Sicherheitsüberprüfung durch ein nationales chinesisches Team festgestellt, dass das WIV-Labor die nationalen Standards in fünf Kategorien nicht erfüllte und dass Wissenschaftler im Umgang mit Fledermäusen unvorsichtig waren.
Im Februar und April 2020 wurde über das Institut als mögliche Quelle der Coronavirus-Epidemie spekuliert: Durch unsachgemäßes Verhalten der Forscher sei das Virus in die Umwelt entlassen worden. Tatsächlich äußerten amerikanische Wissenschaftler, die das Institut 2018 besucht hatten, schwere Bedenken bezüglich der am Institut vorherrschenden Sicherheitsstandards. Dieser Darstellung widersprach Shi Zhengli, Virologin und Forscherin am WIV. In einem Brief in der Zeitschrift Nature Medicine diskutierten westliche Forscher die verschiedenen Erklärungsansätze und kamen zu dem Schluss, dass das Virus nicht absichtlich manipuliert wurde, im Moment keine Beweise für oder gegen einen Zusammenhang mit einem Labor vorliegen und sie einen solchen nicht für plausibel halten.
In einem 2019 erschienenen Artikel in der Fachzeitschrift Biosafety and Health (Verlag Elsevier) zur Labor-Biosicherheit räumte ein Vertreter des National Institute for Viral Disease Control and Prevention beim Chinese Center for Disease Control and Prevention ein, dass China sich noch im Anfangsstadium der Entwicklung der Labor-Biosicherheit (laboratory biosafety) befinde. Auch die Forschung und Entwicklung von Laborsicherheits-Techniken und -Ausrüstung liege hinter den westlichen Ländern zurück. Für die Zuverlässigkeit des Labor-Sicherheitssystems fehle es an Bewertungskriterien.
Am 14. Februar 2020 kündigte Staatspräsident Xi Jinping an, dass die chinesischen Biosicherheits-Gesetze verschärft würden, wozu auch das „Biosicherheitsmanagement im Labor“ gehöre. Er erklärte die Biosicherheit als einen Teil der „nationalen Sicherheit“: Es solle „die Biosicherheit in das nationale Sicherheitssystem einbezogen werden“ und „die Errichtung eines nationalen Systems von Biosicherheitsgesetzen und -regelungen sowie institutioneller Rahmen beschleunigt“ werden.
Um die Biosicherheit in Laboren zu erhöhen, wurde 2024 eine chinesische Studie veröffentlicht, die den Ausbruch des COVID-19-Virus in den letzten Jahren als Beispiel nahm, um die Wahrscheinlichkeit einer Infektion des Laborpersonals unter verschiedenen Umständen zu untersuchen. Diese Studie zeigt die prinzipielle Möglichkeit, dass auch in Hochsicherheits-Laboren COVID-19-Viren auf Menschen übertragen werden konnten, und welche Schutzmaßnahmen insbesondere baulich sinnvoll sind, um eine Kontamination zu vermeiden.

### Internationale Untersuchungen
Eine internationale Forschergruppe, darunter die Innsbrucker Mikrobiologin Rossana Segreto, präsentierte am 17. November 2020 im Fachjournal BioEssays ihre wissenschaftlichen Erkenntnisse für den Ursprung des Virus aus einem Labor. Im Januar 2021 kritisierte sie, dass die Möglichkeit einer Labormanipulation als Ursprung der Coronapandemie zu früh ausgeschlossen und kaum untersucht wurde.

### Untersuchungen der USA
Im Mai 2021 wurde in den USA die Geheimhaltung eines Geheimdienstberichts aufgehoben, nach dem drei Wissenschaftler des Instituts von Wuhan im November 2019 im Krankenhaus mit Symptomen behandelt wurden, die sowohl bei Covid-19 als auch bei anderen Infektionskrankheiten der Atemwege auftreten. Unklar ist unter anderem, um welche Symptome es sich handelte und wie schwer sie waren.
Ende Mai 2021 bat US-Präsident Joe Biden schließlich die US-amerikanischen Geheimdienste, innerhalb von 90 Tagen einen Bericht zum Ursprung der Corona-Pandemie zu erstellen, wobei auch der Laborunfall-These nachgegangen werden solle – was von China als Verbreiten von „Verschwörungstheorien und Falschinformationen“ bezeichnet wurde.
Im August 2021 veröffentlichte die Gemeinschaft der Nachrichtendienste der USA (IC) eine Kurzfassung der Antwort, im Oktober wurde auch eine längere Fassung veröffentlicht. Demnach war die Pandemie jedenfalls nicht von der chinesischen Regierung geplant, die Biowaffen-Hypothese wird ausgeschlossen. Die Herkunft bleibe aber unklar, solange die chinesische Seite nicht stärker kooperiere. Ausdrücklich wird darauf hingewiesen, dass im WIV bereits früher Chimären aus SARS-ähnlichen Coronaviren hergestellt worden waren. Einer der Dienste (nach Recherchen der New York Times das FBI) schätzte (mit moderater Zuverlässigkeit, „moderate confidence“) ein, dass die Pandemie wahrscheinlich auf die versehentliche Freisetzung eines Virus aus dem Labor zurückgehe, andere Dienste hielten (mit niedriger Zuverlässigkeit, „low confidence“) eine zoonotische Entstehung für wahrscheinlicher, drei Dienste fühlten sich außerstande, eine Entscheidung zu treffen.

### WHO-Untersuchung 2021 zum Ursprung von SARS-CoV-2
Am 14. Januar 2021 durfte ein internationales Expertenteam der Weltgesundheitsorganisation (WHO) zum Zweck der Untersuchung des Ursprungs des Coronavirus nach Wuhan reisen. China hatte der Einreise der Experten erst nach langer Verzögerung zugestimmt. Zum Expertenteam gehörte der britisch-US-amerikanische Zoologe und Experte für Infektionsepidemiologie Peter Daszak. Da er ein enger Kooperationspartner des Instituts für Virologie in Wuhan ist, kann ein Interessenkonflikt nicht ausgeschlossen werden.
Die Suche nach der Herkunft des Erregers wird von der VR China abgelehnt und als Infodemie oder Mythos bezeichnet. Nach Aussagen der Botschaft der VR China in Deutschland seien es Fakten, dass „das Coronavirus SARS-CoV-2 natürlichen Ursprungs ist“ und dass „das Labor des Wuhan Institute of Virology (WIV) mit dem Ursprung des SARS-CoV-2 nichts zu tun“ hat. Die Sorge ist, dass China als Schuldiger für die Pandemie mit Entschädigungsforderungen konfrontiert werden könnte. Chinesische Medien bezeichnen die Annahme eines Virusaustritts aus dem Labor in Wuhan als „Verschwörungstheorie“.
Der Journalist Klaus Taschwer bezeichnete die Vorstellung der Untersuchungsergebnisse der WHO als „chinesische PR-Veranstaltung“, da die Laborthese als „extrem unwahrscheinlich“ eingeschätzt wurde. WHO-Generaldirektor Tedros Adhanom Ghebreyesus sagte nach der WHO-Untersuchung, „dass alle Hypothesen weiter bestehen“ – also auch die Laborthese. Der Missions-Chef der WHO Peter Ben Embarek sagte in einem Interview mit der Zeitschrift Science (AAAS): „Politics was always in the room“, und stellte fest, dass es kein formales Audit-Mandat für das Institut gab, um hier Klarheit zu schaffen.
Am 9. Februar 2021 begrüßte das US-Außenministerium den Bericht, den die WHO vorbereitete, schloss aber nicht aus, dass das Virus einen bestimmten Ursprung haben könnte. Die US-Regierung erklärte, sie würde ihre eigene Schlussfolgerung auf der Grundlage ihrer eigenen Erkenntnisse und Analysen ziehen. Das State Department kritisierte die Intransparenz Chinas. Am 13. Februar 2021 äußerte die Biden-Administration „tiefe Besorgnis“ über den Umgang mit dem WHO-Bericht und forderte die Freigabe der Rohdaten aus der Frühphase der Epidemie.
Am 30. März 2021 veröffentlichte die WHO den vorläufigen Bericht zur WHO-Mission. Das gemeinsame Team bewertete die Wahrscheinlichkeit der einzelnen möglichen Übertragungswege wie folgt:
1. Die direkte zoonotische Übertragung wird als ein möglicher bis wahrscheinlicher Weg angesehen;
2. die Übertragung über einen Zwischenwirt wird als ein wahrscheinlicher bis sehr wahrscheinlicher Weg angesehen;
3. die Übertragung durch Produkte der Kühl-/Lebensmittelkette gilt als möglicher Weg;
4. die Übertragung durch einen Laborunfall wurde als extrem unwahrscheinlicher Weg angesehen.

Belege für die einzelnen Übertragungswege konnten trotz intensiver Untersuchungen nicht gefunden werden; hierfür sind weitere Studien geplant. Der Generaldirektor der WHO Tedros Adhanom Ghebreyesus sagte bei der Vorstellung der Studie: „Das Team besuchte auch mehrere Labore in Wuhan und zog die Möglichkeit in Betracht, dass das Virus durch einen Zwischenfall in einem Labor in die menschliche Bevölkerung gelangt ist. Ich glaube jedoch nicht, dass diese Bewertung umfangreich genug war. Es werden weitere Daten und Studien benötigt, um zu solideren Schlussfolgerungen zu gelangen. Obwohl das Team zu dem Schluss gekommen ist, dass ein Laborleck die am wenigsten wahrscheinliche Hypothese ist, erfordert dies weitere Untersuchungen, möglicherweise mit zusätzlichen Missionen unter Beteiligung von Spezialexperten, zu deren Einsatz ich bereit bin.“

### Kritik am WHO-Bericht von 2021
In einem gemeinsamen Statement, das die Regierungen der USA, Australiens, Kanadas, Tschechiens, Dänemarks, Estlands, Israels, Japans, Lettlands, Litauens, Norwegens, der Republik Korea, Sloweniens und des Vereinigten Königreichs am 30. März 2021 zum WHO-Bericht abgaben, wurden eine transparente und unabhängige Analyse und Bewertung der Ursachen der COVID-19-Pandemie, die frei von Störungen und unangemessenem Einfluss ist, gefordert und Bedenken bezüglich der Studie geäußert. Insbesondere wurde gefordert, dass wissenschaftliche Missionen der WHO in der Lage sein sollten, „ihre Arbeit unter Bedingungen zu erledigen, die unabhängige und objektive Empfehlungen und Erkenntnisse liefern“.
Im Mai 2021 wurde im Wissenschaftsjournal Science ein Brief von 18 Wissenschaftlern veröffentlicht, in dem aufgerufen wurde, die Ursprünge des Coronavirus korrekt aufzuklären und dazu auch die Möglichkeit des Entstehens im Labor ernsthaft zu prüfen, denn der WHO-Bericht sei unschlüssig und unausgewogen.

## Theorien zu SARS-CoV-2 als Laborunfall

### Diskussionspapier von Roland Wiesendanger, Universität Hamburg (2021)
Im Februar 2021 veröffentlichte der deutsche Physiker Roland Wiesendanger von der Universität Hamburg ein Diskussionspapier auf Researchgate, in dem er für einen künstlichen Ursprung der COVID-19-Pandemie durch einen Laborunfall am Institut für Virologie Wuhan argumentiert. Er habe 60 Nachweise und rund 600 Hinweise für seine Annahme eines Laborunfalls in Wuhan. So soll eine junge Wissenschaftlerin des WIV sich als erste infiziert haben und bereits im Oktober 2019 das Virus sich vom WIV aus verbreitet haben – was auch erklären würde, warum das Virus nachträglich schon im November 2019 in Europa nachgewiesen werden konnte. Auch werden auf dem Fischgroßmarkt in Wuhan, auf welchem nach dem momentanen Kenntnisstand das Virus auf den Menschen übergesprungen sein soll, keine Fledermäuse gehandelt.
Im WIV jedoch befinde sich die weltweit größte Sammlung von Fledermausviren. Eine Forschungsgruppe habe am Institut seit vielen Jahren gentechnische Manipulationen an Coronaviren vorgenommen, um sie für Menschen ansteckender, gefährlicher und tödlicher zu machen. Dies sei in der wissenschaftlichen Fachliteratur durch zahlreiche Publikationen belegt. Auch wurden schon vor dem Ausbruch des Virus erhebliche Sicherheitsmängel im Institut festgestellt.
Wiesendanger geht von einem nicht natürlichen Ursprung der SARS-CoV-2-Erreger aus, da diese nach seiner Auffassung zwei Eigenschaften haben, die bislang bei Coronaviren nicht bekannt gewesen seien: Sie koppeln gut an menschliche Zellrezeptoren an und dringen in menschliche Zellen ein, was durch spezielle Zellrezeptor-Bindungsdomänen ermöglicht wird, verbunden mit einer speziellen (Furin-)Spaltstelle des Coronavirus-Spike-Glykoproteins. Jedoch sind seit längerem auch andere Viren, wie HIV, Ebola- und Influenzaviren, für ihre ausgeprägte Bindungsfähigkeit bekannt. Auch weisen andere Corona-Viren natürlichen Ursprungs entsprechende Furin-Spaltstellen auf, und es wäre daher „nicht ungewöhnlich, wenn SARS-CoV-2 durch natürliche Mutation und Selektion eine solche Stelle entwickelt hat“.
Wiesendanger kommt entgegen der noch nicht abgeschlossenen Untersuchung der WHO zu dem Schluss, „dass sowohl die Zahl als auch die Qualität der Indizien eindeutig für einen Laborunfall am Institut für Virologie Wuhan als Ursache der gegenwärtigen Pandemie sprechen“. Dass der Erreger aus einem Labor entsprungen sein könnte, ist eine Hypothese, die auch von seriösen Fachwissenschaftlern geprüft wird. Auch die WHO schließt diese Möglichkeit nicht aus.
Die in dem Diskussionspapier Wiesendangers geäußerten Thesen führten zu heftiger Medienschelte und Kritik. So handelt es sich laut dem Wissenschaftsjournalisten Volker Stollorz, Redaktionsleiter des Science Media Center, um eine Kompilation altbekannter Dokumente und Theorien zu einem möglichen Labor-Unfall. Die am Fachbereich Physik forschende Coronavirus Structural Task Force wurde vor der Presseaussendung nicht über das Papier informiert. Sie veröffentlichte auf ihrer Webseite eine kritische Stellungnahme.
Dieter Lenzen, Präsident der Universität Hamburg, äußerte sich in einer Videobotschaft zu der Veröffentlichung und sagte, es sei „besser, eine unsichere Hypothese zur Diskussion zu bringen, als eine am Ende richtige verschwiegen zu haben“.

### BuchDas Virusvon Günter Theißen (2022)
Am 7. Mai 2022 veröffentlichte der Genetiker Günter Theißen eine Publikation zur selben Thematik: Das Virus. Auf der Suche nach dem Ursprung von Covid-19. Theißen vertritt die Auffassung, der Ursprung des Virus SARS-CoV-2 liege sehr wahrscheinlich in der Gain-of-function-Forschung am Virologieinstitut in Wuhan, wo das Virus bei einem Laborunfall freigesetzt worden sein könnte. Er stützt diese Hypothese auf einen Indizienbeweis, einmal exkludierend gegen die üblichen Erklärungen gerichtet („natürliche“ Zoogenese), zum anderen unterstützend für die Hypothese des Laborunfalls.
Besonders die mit anderen Spezies unvergleichliche Passung des Spike-Proteins an den für den Andockprozess entscheidenden ACE2-Rezeptor des Menschen, darüber hinaus auch die in der unmittelbaren Verwandtschaft des Wuhan-Virus sehr ungewöhnliche Furin-Spaltstelle legten, so Theißen, den Verdacht nahe, „dass daran gebastelt wurde …“
Der WHO-Bericht mit der Annahme einer „natürlichen Zoonose“ ist Theißen zufolge politisch motiviert und „Wort für Wort mit chinesischen Autoritäten abgesprochen“. Die irreführend als „natürlich“ bezeichnete Zoonoseform ist nach seiner Darstellung auch unter Laborbedingungen zu erreichen. Genetische Veränderungen seien darüber hinaus oft nicht mehr nachweisbar, was eine wesentliche Eigenschaft für die klandestine Verwendbarkeit von Mikroorganismen als Biowaffen darstelle.
Das Genom von RaTG13 ist nur zu 96,2 Prozent identisch mit dem von SARS-CoV-2. „Das hört sich zunächst viel an, ist im konkreten Fall aber ziemlich wenig […] Bei Viren läuft die Evolution zwar deutlich schneller ab […], dennoch existierte der letzte gemeinsame Vorfahr von SARS-CoV-2 und RaTG12 nach übereinstimmenden Berechnungen vor etwa 50 Jahren.“ (S. 71)
Ausführlich stellt Theißen die Widerstände dar, die seiner Meinung nach der kritischen Suche nach den eigentlichen Ursachen im Weg stehen. Er weist auf Schwachstellen der Wissenschaftskultur, der Medienlandschaft und der internationalen Politik hin. Sein Buch, so Leonhard Landes (Die Welt), sei als „eine Warnung zu verstehen, dass der Verfall unseres Wissenschaftssystems weitergehen könnte“. Besonders verhängnisvoll findet er die Autoritätsgläubigkeit im Wissenschaftsbetrieb und gegenüber Wissenschaftlern, weshalb auch analytisch denkende Außenseiter marginalisiert und stigmatisiert würden.

Die wichtigste Schwachstelle sieht er jedoch in konzertierten Aktionen von Wissenschaftlern und Gremien aufgrund politischer Motive oder zur Abschirmung des Wissenschaftsbetriebs:
„Führende Coronaforscher verständigten sich gemeinsam darauf, dass […] die COVID-19-Pandemie auf einer natürlichen Zoonose beruhe und dass Hypothesen, die einen Laborunfall annehmen, Verschwörungstheorien seien […] Ich finde die führende Rolle einiger Wissenschaftler besonders kritikwürdig. Damit meine ich mindestens die 27 Unterzeichner des Lancet-Briefes und alle fünf Autoren des Andersen-Papers. In der Absprache dieser Experten sehe ich die eigentliche Verschwörung im Fall SARS-CoV-2.“ (S. 164)

### Gastbeitrag von Alina Chan in der New York Times (2024)
Am 3. Juni 2024 veröffentlichte die Onlineausgabe der New York Times einen Gastbeitrag der kanadischen Molekularbiologin Alina Chan, in welchem diese in fünf Argumenten darlegt, weshalb der Ursprung von SARS-CoV-2 am wahrscheinlichsten am Institut für Virologie Wuhan zu suchen sei.

### Bericht des Bundesnachrichtendienstes (2020/2025)
Nach Recherchen von Zeit und Süddeutscher Zeitung im März 2025 hielt es der Bundesnachrichtendienst (BND) schon 2020 für höchstwahrscheinlich, dass ein Laborunfall in Wuhan Ursache der weltweiten Corona-Pandemie war. Im Rahmen des BND-Projekts „Saaremaa“ wurde 2020 die Labor-These mit einer Wahrscheinlichkeit von „80–95“ Prozent bewertet, begründet u. a. durch Analyse wissenschaftlicher Daten aus chinesischen Forschungseinrichtungen – darunter dem WIV. Die Daten sollen Verstöße gegen Vorschriften für die Laborsicherheit am WIV nachweisen. Das Kanzleramt hatte die Untersuchung in Auftrag gegeben und die Ergebnisse unter Verschluss gehalten.

## Außenseitertheorie zu SARS-CoV-2 als Biowaffe
Im Januar 2020 wurde das Gerücht verbreitet, das SARS-CoV-2 sei in einem chinesischen Biowaffen-Labor entstanden. Diese Theorie wurde jedoch gemäß einem Artikel der Washington Post von Experten als Außenseitertheorie („fringe theory“) bezeichnet. Die Washington Post zitierte US-Experten, die erklärten, warum das Institut nicht für die Biowaffenforschung geeignet sei, dass die meisten Länder Biowaffenforschung aufgegeben hätten und dass es keine Beweise dafür gebe, dass das Virus gentechnisch hergestellt worden sei.
Im Februar 2020 zitierte die Financial Times den Virusexperten und führenden Coronavirus-Forscher Trevor Bedford: „Wir haben empirische Belege dafür, dass die Mutationen [im Virus] vollständig mit der natürlichen Evolution übereinstimmen.“ Allerdings äußerte sich Bedford im Juni 2021 auf Twitter, dass er sowohl einen natürlichen Ursprung wie auch einen Laborunfall für möglich hält.
Der frühere stellvertretende Nationale Sicherheitsberater Matt Pottinger sagte in einem TV-Interview bei Face the Nation am 21. Februar 2021: „Wir haben sehr starken Grund zu glauben, dass das chinesische Militär als geheim eingestufte Tierversuche in diesem gleichen Labor durchführte, mindestens seit 2017. Wir haben guten Grund zu glauben, dass es unter den Forschern, die im Wuhaner Institut für Virologie arbeiteten, im Herbst 2019 einen Ausbruch von grippeähnlichen Erkrankungen gab, kurz bevor die ersten dokumentierten Fälle ans Licht kamen.“

## Dokumentationen
- Brisante Spurensuche – Woher kam das Coronavirus wirklich? Originaltitel: Did Covid Leak from a Lab in China? GB 2021 für Channel 4- television; deutsche Synchronfassung: auf n-TV, 2022; Mitwirkend: Jane Metzler (Autor und Berater des nationalen Sicherheitsrates der USA und der WHO), Alina Chan (Molekularbiologin – The Broad Institute of MIT und Harvard), Nikolai Petrowsky (Mediziner an der Flinders University), David Relman (Mediziner an der Stanford University), Sir John Bell (Mediziner an der University of Oxford), Milton Leitenberg (Zentrum für sicherheitstechnische Studien, University of Maryland), Richard Ebright (Direktor des Mikrobiologischen Instituts der Rutgers University), Gilles Demaneuf (Datenanalyst), Rossana Segreto (Molekularbiologin – Expertin für Genomanalyse), Monali Rahalkar (Mikrobiologin am Agharkar Research Institute [ARI]), Nicholas Wade (Wissenschaftsjournalist bei New York Times und Nature) (auch verfügbar auf youtube.com).